# Ferdinand Pouy
Louis Eugène Ferdinand Pouy est un écrivain et bibliographe français né le  17 février 1824 à Villiers-sur-Tholon et mort le 21 novembre 1891 à Amiens.

## Biographie
Après des études de droit, il s'installe sur Amiens et y achète une charge de commissaire priseur. Il consacre une partie de son temps libre à des recherches historiques et bibliographiques. Il se fait connaitre par la publication de documents inédits ou peu connus et est engagé par le ministère de l'instruction publique comme correspondant. Il a laissé de nombreux ouvrages issus de ses travaux.

## Publications
- Recherches historiques sur l'imprimerie et la librairie à Amiens avec une description de livres divers imprimés dans cette ville (1861)
- Recherches historiques et bibliographiques sur l'imprimerie : et la librairie et sur les arts et industries qui s'y rattachent dans le département de la Somme (1863-1864)
- Rosières en Santerre (1864)
- Notice sur l'ancienne chapelle du Saint-Sépulcre de Saint-Firmin-le-Confesseur d'Amiens, et sur diverses fondations curieuses de Simon Le Bourguignon au XVe siècle (1865)
- Démophile Dourneau : poëte à Roye en 1793 (1866)
- Iconographie des thèses : notice sur les thèses dites historiées soutenues ou gravées notamment par des Picards (1869)
- Les Bibliographes picards (1869)
- Histoire des cocardes blanches, noires, vertes et tricolores (1872)
- Les faïences d'origine picarde et les collections diverses (1872)
- Parodies, railleries et caricatures des anciennes thèses historiées, pour faire suite à l'iconographie des thèses (1873)
- Recherches sur les almanachs & calendriers artistiques, à estampes, à vignettes, à caricatures, etc ... principalement du XVIe au XIXe siècle (1874)
- Anecdotes historiques sur Deschamps de Charmelieu, marquis de Saint-Bris, receveur des tailles à Auxerre, 1763-1784 (1874)
- Histoire de François Faure, évêque d'Amiens, prédicateur de la reine Anne d'Autriche et des cours de Louis XIII et de Louis XIV, conseiller d'État, etc. d'après divers documents inédits (1612-1687) (1876)
- Les Anglais à Amiens pendant la Révolution : Le colonel Keating, 1792-94 avec notes historiques sur les évènements du temps (1876)
- Nouvelles Recherches sur les almanachs et calendriers à partir du XVIe siècle (1879)
- La chambre du conseil des Etats de Picardie pendant la Ligue (1882)
- Concini, maréchal d'Ancre, son gouvernement en Picardie : 1611-1617 (1885)
- Les pèlerinages en Picardie du XIVe au XVIe siècle (1889)
- Mémoire du Baron Hogguer, financier-diplomate, concernant la France et la Suède, 1700 à 1767, publié, avec des notes et documents inédits relatifs aux relations du baron avec la célèbre actrice Desmares (1890)

## Sources
- Nécrologie dans la revue Encyclopédique Larousse 1892 (page 19-20)